# Dieter Schönbach
Dieter Schönbach (ur. 18 lutego 1931 w Słupsku, zm. 28 maja 2012 w Bochum) – niemiecki kompozytor.

## Życiorys
W latach 1949–1959 uczył się w Detmold i we Fryburgu Bryzgowijskim u Güntera Bialasa i Wolfganga Fortnera. Od 1959 do 1972 roku był dyrektorem muzycznym teatru miejskiego w Bochum. Później pracował w teatrach w Münster i Bazylei. Aktywny jako pianista i propagator muzyki współczesnej, współpracował z choreografami, tancerzami i reżyserami sztuk wizualnych, eksperymentował w dziedzinie filmu i wystawiał w galeriach. Jego multimedialne show Hymnus II wykonano na ceremonii otwarcia igrzysk olimpijskich w Monachium w 1972 roku.

## Twórczość
Był autorem pierwszej pełnoprawnej opery multimedialnej, Wenn die Kälte in die Hütten tritt, um sich bei den Frierenden zu wirmen, weiss einer „Die Geschichte von einem Feuer” (wyk. Kiel 1968). Ponadto skomponował m.in. Farben und Klänge pamięci Wassilego Kandinsky’ego na orkiestrę (1958), Koncert fortepianowy (1958), Canticum Psalmi Resurrectionis (1959), Kammermusik na 14 instrumentów (1964), Hoquetus na 8 instrumentów dętych (1964), cykl 4 utworów kameralnych Canzona da sonar (1966–1967), Atemmusik na piszczałki, gwizdki i inne aerofony wargowe (1969), spektakl kameralny Come S. Francesco II na recytatora, tancerza, orkiestrę kameralną i multimedia (1979).